# Natação nos Jogos Pan-Americanos de 2003 - 400 m livre masculino
O evento dos 400 m livre masculino nos Jogos Pan-Americanos de 2003 foi realizado em 15 de agosto de 2003. 

## Medalhistas
| Ouro   | VEN Ricardo Monasterio |
| Prata  | USA Fran Crippen       |
| Bronze | BRA Bruno Bonfim       |

## Records
| Recorde mundial       | Ian Thorpe (AUS)   | 3:40.08 | 30 de julho de 2002  | Manchester |
| Recorde pan-americano | Sean Killion (USA) | 3:50.38 | 16 de agosto de 1991 | Havana     |

## Resultados
| Posição | Nadador                  | Eliminatórias | Eliminatórias | Final   |
| Posição | Nadador                  | Tempo         | Posição       | Tempo   |
| ------- | ------------------------ | ------------- | ------------- | ------- |
| 1       | Ricardo Monasterio (VEN) | 3:54.12       | 2             | 3:50.01 |
| 2       | Fran Crippen (USA)       | 3:52.66       | 1             | 3:52.62 |
| 3       | Bruno Bonfim (BRA)       | 3:58.84       | 5             | 3:54.82 |
| 4       | Felipe Araujo (BRA)      | 3:56.69       | 3             | 3:56.64 |
| 5       | Giancarlo Zolezzi (CHI)  | 3:58.46       | 4             | 3:57.89 |
| 6       | Davis Tarwater (USA)     | 3:59.15       | 6             | 3:58.57 |
| 7       | Colin Russell (CAN)      | 4:01.79       | 8             | 4:01.86 |
| 8       | Leonardo Salinas (MEX)   | 3:59.38       | 7             | 4:03.10 |
|         |                          |               |               |         |
| 9       | Tobias Oriwol (CAN)      | 4:02.00       | 9             | 4:01.41 |
| 10      | Carlos Cánepa (PER)      | 4:07.87       | 11            | 4:05.03 |
| 11      | Shaune Fraser (CAY)      | 4:08.53       | 12            | 4:08.20 |
| 12      | Roberto Penaillo (CHI)   | 4:14.60       | 15            | 4:09.20 |
| 13      | Carlos Meléndez (ESA)    | 4:10.75       | 13            | 4:10.16 |
| 14      | Jorge Rodríguez (DOM)    | 4:11.82       | 14            | 4:10.81 |
| 15      | Jonathan Mauri (CRC)     | 4:15.74       | 16            | 4:15.44 |
| 16      | Vincent van Rutten (AHO) | 4:16.14       | 17            | 4:17.18 |
|         |                          |               |               |         |
| 18      | Omar Núñez (NCA)         | 4:20.83       | 18            |         |
| —       | Andres Jiménez (MEX)     | 4:03.92       | 10            | DNS     |